# ولاية الشلف
ولاية الشلف هي ولاية تقع في وسط غرب الجزائر على بعد 200 كلم غرب العاصمة الجزائر، تطل على البحر الابيض المتوسط، عاصمة الولاية هي مدينة الشلف ورمز الولاية هو 02، كانت ولاية منذ زمن الاحتلال الفرنسي، يبلغ عدد سكانها 1.400.000 نسمة، تشتهر بالزراعة و وفرة الاراضي الخصبة و ثاني اطول شريط ساحلي في البلاد بعد ولاية سكيكدة. تعتبر ولاية الشلف أول ولاية توصل بالكهرباء في الوطن العربي والجزائر لتعمم بعدها على باقي المدن. كانت تسمى في عهد الإستعمار الفرنسي ب:أورليان فيل (بالفرنسية:Orléansville) لتسمى بعدها بالأصنام وبعد زلزال شلف الذي يعتبر أقوى زلزال في تاريخ الجزائر الذي وصل 7.2 درجة على سلم ريشتر سميت بالشلف نسبة لواد شلف الذي يعتبر أطول واد بالجزائر

## التسمية
مرت على ولاية الشلف التي تستمد اسمها من اسم عاصمة الولاية عدة تسميات منها:
- كاستليوم تانجتانيوم: ومعناها القلعة الطنجية لأن الشلف في ذلك العهد قد تكون تابعة لموريطانيا الطنجية.
- الأصنام: أطلق عليها هذا الاسم من قبل العرب الفاتحين لما رأو البناءات الرومانية والأعمدة الكبيرة في المدينة فقيل إنها بلاد الأصنام
- أورليان فيل: وتعني بالعربية مدينة الدوق أورليان وهو ملك فرنسي سماها بهذا الاسم الماريشال بيجو.
- الشلف: سميت نسبة لواد الشلف المار في ترابها وقيل بأن الواد هو من استمد اسمه منها وأن الكلمة مشتقة من كلمة شليفان أو شيليماث من الفينيقية ومعناها إله فينيقي مختص بالخصوبة والخيرات مع العلم أن واد الشلف من أكبر وأخصب أنهار شمال أفريقيا.[1][2]

## الجغرافيا

### الموقع
تعد ولاية شلف تابعة للقطاع العاصمي و هي تقع شمال وسط غرب الجزائر يحدها من شمال البحر المتوسط ومن الجنوب ولاية تيسمسيلت (بلديات الأزهرية - الأربعاء - بوقايد) أما من الناحية الشرقية كل من ولايتي تيبازة وعين الدفلى ومن الناحية الغربية ولايتي مستغانم (أولاد بوغالم، عشعاشة والنقمارية) وغليزان (مازونة، س.م.بن علي، واريزان ووادي ارهيو).

### المناخ
مناخ الولاية عموما متوسطي ذو رطوبة عالية في النّاحية الشّمالية وقارّيّ في النّاحية الجنوبيّة مناخ بارد وممطر شتاء وحار وجاف صيفا

### التضاريس
و تتربع هذه الولاية على 35 بلدية و 13 دائرة بأربع مناطق جغرافية وطبيعية متميزة في الشمال مرتفعات الظهرة وزكار في الجنوب جبال الونشريس وفي الوسط السهول الخصبة بالإضافة إلى الشريط الساحلي والذي يقدر بـ 120 كلم 2.

### الجيولوجيا
تقع ولاية شلف في منظقة زلزالية تمتدّ من منطقة الأعاصير إلى تركيا.
ضربت ولاية الشلف العديد من الزلازل المدمرة عبر التاريخ كان آخرها في القرن العشرين في الأعوام
- 1922
- 1934
- أدى الزلزال الذي ضرب الولاية عام 1954 إلى وفاة 1657 شخصاً [3]
- 10 أكتوبر 1980 ضرب زلزالان متتاليان الولاية بقوة 7.3 و 6.3 مقياس ريختر على الترتيب وقد أدى هذا الزلزالان إلى وفاة أكثر من 3000 مواطن وتهديم البنية التحتية للمدينة وكان مقره بلدية بني راشد وأعلنت الحكومة الجزائرية عن الولاية منطقة منكوبة.[3]

### الري والثروة المائية
و على مستوى قطاع الري، فإن الولاية تملك سدين تقدر طاقتهما بـ418 000 000 متر مكعب والكمية التي لا تستهلك خلال السنة تقدر بـ 43 477 544 متر مكعب واستهلاك الماء في المناطق الحضرية يقدر بـ 70 لتر في اليوم الواحد أما في المناطق الريفية فتقدر كمية الاستهلاك بـ 30 لتر للمواطن الواحد.
أما المجال الصناعي فتضم الولاية 24 مؤسسة صناعية موفرة لـ 4524 منصب عمل منها تسعة مؤسسات عمومية بـ 3367 منصب عمل، ن وبالنسبة للأشغال العمومية تعد المؤسسات الموجودة على تراب الولاية 14 مؤسسة كلها تستوعب 1598 منصب.

## تاريخ
بمجرّد وجودها في منطقة عبور، حيث تلتقي مؤثّرات وسط وغرب البلاد. قدّمت الولاية أهميّة إستراتيجية واقتصادية طوال تاريخ الجزائر. عمّرت منطقة شلف منذ القدم كما الآثار المختلفة لفترات ما قبل التاريخ. تأكّد قدم التعمير البربري بداية من النيوليتيك. أُسّست منطقة تنس (KERTEN) في القرن الثامن عشر قبل الميلاد كنقطة تجارية.

### ما قبل التاريخ
في فترة ما قبل التاريخ سكن الإنسان منطقة الشلف، يبدو أنه في تلك الفترة كانت الأراضي المروية أفضل من اليوم مع وجود غابات كثيفة. قررت عدة شعوب وثنية مهتمة بخصوبة هذه الأرض الاستقرار بها وخاصة في الجزء الشرقي من الإقليم الوهراني.

### الحقبة الفينيقية
قبل حتى وصول الغزو الروماني كانت منطقة الشلف مزدهرة ومغرية للغاية للفينيقيين في ذلك الوقت، قام الفينيقيون بتأسيس العديد من المرافئ: شرشال، قونوقو وكارتيناي. لمبادلة لوازمهم الحرفية مع البربر.

### حقبة ما قبل الرومان
عندما استقر القرطاجيون في قرطاج (بالقرب من تونس)، أعطوا أهمية كبيرة لهذه المنطقة الخصبة جدا وأنشؤا تحصينات عديدة على طول الساحل. نشبت بينهم بقيادة حنبعل وبين روما الحروب البونيقية. دُمّرت المنطقة أثناء الحرب البونيقية الثانية، بعد فشل حنبعل أمام جيوش سكيبيو الإفريقي استسملت المنطقة للغزاة الرومان.
تاثّرت النّاحية الساحلية والسهول بالنّفود القرطاجي في القرن الثالث قبل الميلاد في الوقت الذي كانت فيه الولاية في أقصى حدود المملكات الأمازيغية والماسيلية، واقعة تحت سيطرة الواحد تلو الآخر، وهذا حتّى توحيد نوميديا من طرف ماسينيسا.
ظهرت ممالك قوية في شمال أفريقيا ووقعت عدة اشتباكات عنيفة في المنطقة:
- الماسيلية بالغرب بقيادة صيفاقس.
- المازيسيلية بالشرق بقيادة ماسينيسا ثم يوغرطة.

## السكان
تتربع ولاية الشلف على مساحة 4 791 كلم 2 يتوزع عليها 1.079.691 ساكن بكثافة 179,23 نسمة/كم²، حوالي 60 % من هذه النسبة الإجمالية شباب أقل من 24 سنة

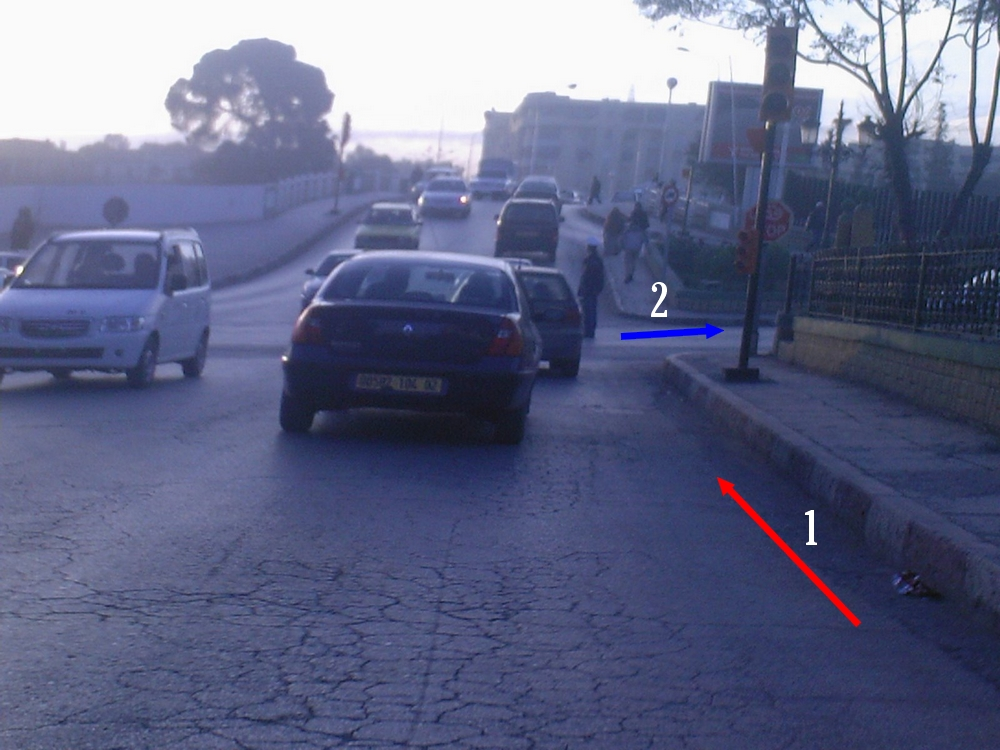
تقاطع شارع الشيخ ابن باديس (1) وشارع أول نوفمبر (2)

| ذكور   | فئة عمرية     | إناث   |
| ------ | ------------- | ------ |
| 1٬360  | 85 سنة وأكثر  | 1٬547  |
| 2٬324  | 80 إلى 84 سنة | 2٬201  |
| 4٬913  | 75 إلى 79 سنة | 4٬746  |
| 7٬103  | 70 إلى 74 سنة | 6٬913  |
| 7٬979  | 65 إلى 69 سنة | 7٬933  |
| 9٬338  | 60 إلى 64 سنة | 8٬919  |
| 15٬139 | 55 إلى 59 سنة | 14٬382 |
| 18٬239 | 50 إلى 54سنة  | 18٬459 |
| 21٬116 | 45 إلى 49 سنة | 22٬106 |
| 25٬750 | 40 إلى 44 سنة | 27٬359 |
| 30٬427 | 35 إلى 39 سنة | 31٬995 |
| 38٬521 | 30 إلى 34 سنة | 39٬784 |
| 52٬340 | 25 إلى 29 سنة | 52٬219 |
| 61٬818 | 20 إلى 24 سنة | 62٬127 |
| 59٬479 | 15 إلى 19 سنة | 58٬386 |
| 50٬874 | 10 إلى 14 سنة | 48٬970 |
| 44٬003 | 5 إلى 9 سنوات | 42٬433 |
| 51٬186 | 0 إلى 4 سنوات | 48٬293 |
| 560    | غير معروف     | 846    |

## لمحة تاريخية

مدينة الشلف في عهد الاستعمار الفرنسي

- في 33 قبل الميلاد، وقبل السيطرة المباشرة على المنطقة قام الرّومان مع ال قيصر أغسطس أكتاف بتأسيس مستوطنة في تنس بمساعدة جنود الفرقة الثانية الرّومانية.
- مع جوبا، أصبحت ولاية شلف مصدرا فلاحيّا مهمّا لموريطانيا القيصرية. كانت السيطرة الرّومانية تظمّ السّاحل والسّهول لكنّ القبائل الجبلية للظَّهرة والونشريس حافظت على استقلالها.
- كانت مدينة شلف مقرّا عسكريّا لمراقبة هذه القبائل المتمرّدة وقد بنيت في قلب المدينة كنيسة في القرن الثالث بعد الميلاد مع المطران سان ريباراتي.
- في القرن الخامس والسادس بعد الميلاد كانت الولاية تعتبر أهمّ جزء مكوّن للمملكة الأمازيغية للونشريس (الجدّار). مع بداية الفتوحات الإسلامية، سيطر المسلمون على المنطقة بين 675 و 682 بعد الميلاد (53 – 62 هـ) تحت قيادة أبو المهاجر دينار.
- بعد أن عمّرت من طرف قبائل زناتة ومغراوة، حكمت بالتوالي من طرف بنو رستم، بني عبيد، بنو زيري، بنو حمّاد، المرابطين، الموحّدين ثمّ أخيرا من طرف بنو زيّان.
- أصبحت تنس جمهورية مستقلّة مع قدوم مولاي بن عبد الله وحميد العبد من قبيلة السّواد، العربية وهذا حتّى احتلالها من طرف الإسبان ثمّ تحريرها من طرف الاخوة الأتراك عروج وخير الدّين في 1517.
- خلال الفترة التّركية، خضعت المنطقة للتَّقسيم إلى عدّة دوائر (دار السّلطان لتنس والسّاحل، بايلك الجهة الشرقية والغربية مع خليفة الشلف).
- القرن 15 م يشهد مجيء قبيلة أولاد قصير إلى منطقة الأصنام. ينتسب أولاد قصير إلى حمو القصيري وهم من أصل قرشي مخزومي حكوا هده المنطقة دون منازع من القرن 15 م حتى مجيء الاستعمار الفرنسي إلي المنطقة عام 1830م.

أصبح أولاد قصير خلال هده المرحلة من أقوى وأغنى القبائل لحد إعلان عام 1 774 م تمرد دام سنوات ضد باي وهران.
كانوا ممن بايع الأمير عبد القادر ليصبحوا ضمن الأغا ليك الشرقي في التنظيم العسكري للأمير.
بعد هزيمة الأمير انتزعت منهم أراضيهم والتي قدرت بحوالي 400 000 هكتار لم يرد منها إلا القليل على شكل عقود شخصية لبعض كبار أولاد قصير.
آخر قائد أولاد قصير هو عدة بن فوداد الذي أصبح فيما بعد عضو المجلس البلدي لي Orléansville عام 1861م.
- بعد 1830 خضعت المنطقة للاحتلال الفرنسي وهذا رغم المقاومة التي قام بها الأمير عبد القادر في السّهول والتي مثّلها الشريف محمّد بن عبد الله المدعو بومعزة في الظهرة و الونشريس. عرفت شعوب المنطقة عدّة مجازر قام بها قياد الاستعمار منهم (سان أرنو، بيليسي، كافانياك...) بتدخين كهوف الظهرة. هذه المشاهد خلّدت بفضل الّلوحات الزّيتية للمستعمرين.
- خلال ثورة 1 نوفمبر 1954، كانت المنطقة تنتمي إلى الولاية الرابعة وقد ساهمت في تحرير البلاد واستقلالها على يد العديد من المجاهدين مثل سليمان الغول و عن طريق معارك مثل معركة الزبابجة ببلدية وادي الفضة .

## الاقتصاد

### القطاع الفلاحي
و يغلب على الولاية الطابع الفلاحي حيث المساحة الصالحة للزراعة تقدر بـ 161834 هكتار، 11.62 % منها أراضي مسقية و 40.04 أراضي غابية، وتتركز الفلاحة خاصة على زراعة الحبوب من قمح الفلاحة خاصة على زراعة الحبوب من قمح صلب وليّن وشعير والكلآ بنسبة 70 % من الإنتاج الفلاحي.كما أن الإحتلال الفرنسي قديما استغل التربة الخصبة لزراعة كروم العنب و أشجار البرتقال ، و التي مازالت الولاية مشهورة بها حتى اليوم.

## التقسيمات الإدارية
تنقسم ولاية شلف إلى 35 بلدية و 13 دائرة.

### الدوائر والبلديات

خارطة ولاية الشلف.

- دائرة الشلف: الشلف، سنجاس وأم الدروع
- دائرة وادي الفضة: وادي الفضة، بني راشد وأولاد عباس
- دائرة الكريمية: الكريمية، حرشون وبني بوعتاب
- دائرة الزبوجة: الزبوجة، بنايرية وبوزغاية
- دائرة أولاد فارس: أولاد فارس، الشطية والأبيض مجاجة
- دائرة بوقادير: بوقادير، وادي سلي وصبحة
- دائرة تنس: تنس، سيدي عكاشة وسيدي عبد الرحمان
- دائرة أبو الحسن: أبو الحسن، تلعصة وتاجنة
- دائرة أولاد بن عبد القادر: أولاد بن عبد القادر والحجاج
- دائرة تاوقريت: تاوقريت والظهرة
- دائرة عين مران: عين مران والهرنفة
- دائرة المرسى: المرسى ومصدق
- دائرة بني حواء: بني حواء، بريرة ووادى قوسين

كلية العلوم جامعة الشلف UHBC

كلية الحقوق جامعة الشلف

### البلديات
| رقم. | تسمية (لاتينية)                      | تسمية (عربية)       | دائرة               | سكان (2002) | سكان (2008) |
| ---- | ------------------------------------ | ------------------- | ------------------- | ----------- | ----------- |
| 1    | Chlef                                | الشلف               | الشلف               | 146,157     | 178٬616     |
| 2    | Ténès                                | تنس                 | تنس                 | 34,332      | 35٬459      |
| 3    | Benairia                             | بنايرية             | الزبوجة             | 13,509      | 15٬697      |
| 4    | El Karimia                           | الكريمية            | الكريمية            | 25,060      | 28٬821      |
| 5    | Tadjna                               | تاجنة               | أبو الحسن           | 22,155      | 24٬413      |
| 6    | Taougrit                             | تاوقريت             | تاوقريت             | 24,267      | 27٬574      |
| 7    | Beni Haoua                           | بني حواء            | بني حواء            | 17,602      | 20٬853      |
| 8    | Sobha                                | صبحة                | بوقادير             | 28,646      | 34٬455      |
| 9    | Harchoune                            | حرشون               | الكريمية            | 14,869      | 17٬873      |
| 10   | Ouled Fares                          | أولاد فارس          | أولاد فارس          | 30,068      | 34٬891      |
| 11   | Sidi Akkacha                         | سيدي عكاشة          | تنس                 | 23,374      | 26٬595      |
| 12   | Boukadir                             | بوقادير             | بوقادير             | 41,655      | 51٬340      |
| 13   | Beni Rached                          | بني راشد            | وادى الفضة          | 21,069      | 23٬449      |
| 14   | Talassa (Telassa)                    | تلعصة               | أبو الحسن           | 10,175      | 11٬503      |
| 15   | Harenfa                              | الهرنفة             | عين مران            | 16,356      | 17٬799      |
| 16   | Oued Goussine                        | وادى قوسين          | بني حواء            | 5,439       | 6٬453       |
| 17   | Dahra                                | الظهرة              | تاوقريت             | 21,284      | 23٬802      |
| 18   | Ouled Abbes                          | أولاد عباس          | وادى الفضة          | 7,330       | 8٬578       |
| 19   | Sendjas                              | السنجاس             | الشلف               | 26,228      | 29٬043      |
| 20   | Zeboudja                             | الزبوجة             | الزبوجة             | 23,079      | 26٬539      |
| 21   | Oued Sly                             | وادي سلي            | بوقادير             | 41,245      | 47٬248      |
| 22   | Abou El Hassan                       | أبو الحسن           | أبو الحسن           | 20,164      | 22٬756      |
| 23   | El Marsa                             | المرسى              | المرسى              | 9,726       | 10٬807      |
| 24   | Chettia                              | الشطية              | أولاد فارس          | 59,960      | 71٬408      |
| 25   | Sidi Abderrahmane                    | سيدي عبد الرحمان    | تنس                 | 3,630       | 4٬349       |
| 26   | Moussadek                            | مصدق                | المرسى              | 5,496       | 6٬380       |
| 27   | El Hadjadj                           | الحجاج              | أولاد بن عبد القادر | 9,245       | 8٬478       |
| 28   | Labiod Medjadja                      | الأبيض مجاجة        | أولاد فارس          | 13,920      | 14٬733      |
| 29   | Oued Fodda                           | وادي الفضة          | وادي الفضة          | 36,187      | 41٬710      |
| 30   | Ouled Ben Abdelkader                 | أولاد بن عبد القادر | أولاد بن عبد القادر |             | 19٬952      |
| 31   | Bouzghaia                            | بوزغاية             | الزبوجة             | 20,268      | 22٬590      |
| 32   | Ain Merane (Aïn Merane, Ain Merrane) | عين مران            | عين مران            | 37,142      | 51٬326      |
| 33   | Oum Drou                             | أم الدروع           | الشلف               | 17,314      | 21٬326      |
| 34   | Breira                               | بريرة               | بني حواء            | 11,808      | 13٬200      |
| 35   | Beni Bouateb                         | بني بوعتاب          | الكريمية            | 2,551       | 2٬069       |

## تأثير في إثراء الحضارة العربية
الولاية ساهمت بشكل كبير في إثراء الحضارة العربية الإسلامية بكتابات ومجلّدات العلماء ونذكر منهم: إبراهيم ابن يخلف بن عبد السّلام أبو عشاق التنسي – محمّد ابن عبد الجليل – أبو عبد الله التنسي – سيدي محمّد بن أبهلول – علي المجّاجي (940-1002 هجري) و عبد الرّحمان المجّاجي.

## الشواطئ
يتضمن ساحل هذه الولاية العديد من الشواطئ.
- بلدية الظهرة:
  - شاطئ الواجهة.
- بلدية المرسى:
  - شاطئ السواح.
- بلدية سيدي عبد الرحمان:
  - شاطئ الغابة.
- بلدية تنس:
  - شاطئ الأندلس.
- بلدية وادي قوسين:
  - شاطئ الحوات.
- بلدية بني حواء:
  - شاطئ النورس.

## الزوايا
- «زاوية سيدي بوشعيب» بعين مران.[9]
- «زاوية سيدي أمحمد بن علي» بالأبيض مجاجة.[10]
- «زاوية الشعابنية» بتاوقريت.[11]
- «زاوية سيدي مولود الشعيبي» بتنس.
- «زاوية عتبة بن عتبة» بالشلف.[12]
- «زاوية سيدي صالح» بالحجاج.[13]
- «زاوية سيدي مكراز» ببني بوعتاب.[14]
- «زاوية أولاد صالح» بسنجاس.[15]
- «زاوية سيدي الخياطين» ببوقادير.[16]
- «زاوية سيدي خليفة الشارف» بصبحة.[17]

## التعليم الجامعي
تضم هذه الولاية العديد من الجامعات ومؤسسات التعليم الجامعي، منها:
- جامعة حسيبة بن بوعلي [18]

## الرياضة في ولاية الشلف

### كرة القدم
هي اللعبة الأكثر شعبية في الولاية وذلك لوجود فريق يشارك في دوري الدرجة الأولى الجزائري لكرة القدم، لديه قاعدة شعبية كبيرة داخل وخارج الولاية وهو فريق (أولمبي الشلف).
تعريف بفريق أولمبي الشلف:
أسس فريق جمعية الشلف (أو أولمبي الشلف) في 13 يونيو 1947 ومن بين مؤسسيه أمحمد زروقي وهو أحد أوائل لاعبي الفريق وكذا بلقاسم الهواري وبن جلول محمد بن نوران لتصبح الجمعية بذلك نادي رسمي لكرة القدم، ومن أهم ما حققته الجمعية كأس الجزائر سنة 2005 وكذا المركز الثاني في البطولة الوطنية كما أنها في السنوات الأخيرة تتأهل إلى بطولات قارية عديدة وكذلك فاز هذا النادي المحترف باول بطولة احترافية في الجزائر لسنة 2011.بالإضافة لكأس الجزائر سنة 2023.

### العاب القوى
تعد الشلف بارزة في هذا النوع من الرياضات أيضا، وأفضل دليل على ذلك هو العداء الجزائري المشهور نور الدين مورسلي الذي فاز بعدة ألقاب دولية وعدة ميداليات أولمبية.
نور الدين مورسلي:
هو عداء جزائري ولد بمدينة تنس في ولاية الشلف في 28/02/1970، وللتعرف عليه أكثر الرجاء الضغط على الوصلة نور الدين مورسلي.

## نواب ولاية الشلف في المجلس الشعبي الوطني
يبلغ عدد النواب في المجلس الشعبي الوطني عن ولاية الشلف 13 نائبا خلال الدورة التشريعية 2017م-2022م التي انطلقت بعد 4 ماي 2017م.
التوزع الجنسي لنواب البرلمان عن ولاية الشلف (2017م-2022م)
يتوزع نواب البرلمان عن ولاية الشلف في الدورة التشريعية 2017م-2022م وفق الجنس حسب النسب التالية:
1. النواب النساء: 5 (38.46 %).
2. النواب الرجال: 8 (61.54 %).

### التوزيع الحزبي
الانتماء الحزبي لنواب البرلمان عن ولاية الشلف (2017م-2022م)
يتوزع نواب البرلمان عن ولاية الشلف في الدورة التشريعية 2017م-2022م حسب عدة قوائم حزبية:
1. حركة مجتمع السلم: 2 نواب (15.38 %).
2. التجمع الوطني الديمقراطي: 4 نواب (30.77 %).
3. جبهة التحرير الوطني: 2 نواب (15.38 %).
4. الحركة الشعبية الجزائرية: 1 نائب (7.69 %).
5. جبهة المستقبل: 2 نواب (15.38 %).
6. الجبهة الديمقراطية الحرة: 2 نواب (15.38 %).

### القائمة الاسمية للنواب خلال العهدة التشريعية 2017م-2022م
1. فاطمة سعيدي (حركة مجتمع السلم).[21]
2. فاطمة الزهراء معطي (التجمع الوطني الديمقراطي).[22]
3. حليمة زيدان (جبهة المستقبل).[23]
4. فوزية طهراوي دومة (الجبهة الديمقراطية الحرة).
5. سعاد طاهر جبار (جبهة التحرير الوطني).[24]
6. أحمد صادوق (حركة مجتمع السلم).[21]
7. معمر بن زعمية (التجمع الوطني الديمقراطي).[22]
8. يوسف بكوش (جبهة المستقبل).[23]
9. عيسى العايدي (التجمع الوطني الديمقراطي).[22]
10. أحمد زيدان (الجبهة الديمقراطية الحرة).
11. محمد شنوف (التجمع الوطني الديمقراطي).[22]
12. عمر عامر (جبهة التحرير الوطني).[24]
13. محمد عزايز (الحركة الشعبية الجزائرية).[25]

## مواقع للولاية الشلف
- الموقع الرسمي لولاية الشلف
- موقع تاريخي للولاية بالفرنسي
- موقع اذاعة مدينة الشلف
- موقع جامعة حسيبة بن بوعلي الشلف

## هوامش
1. ↑  كتاب حول تاريخ الشلف كنا قد وضعناه للتحميل لمن شاء تحميله لمؤلفه ماكس مارشون
2. ↑  محاضرة للشيخ محمد بلعالية دومة منشورة في مقدمة السجل الذهبي لشهداء ولاية الشلف الذي قامت بطبعه مديرية المجاهدين
3. 1 2  زلازل القرن العشرين، بي بي سي العربية نسخة محفوظة 02 أكتوبر 2017 على موقع واي باك مشين.
4. ↑  [ world gazetteer الجزائر : التقسيمات الإدارية (السكان والمساحة)] [بحاجة لمراجعة المصدر]
5. ↑  [rgph2008.ons.dz/IMG/pdf/pop3_national.pdf السكان المقيمين في الولاية حسب السن والجنس].
6. 1 2 3  (بالفرنسية) (بالعربية) geo - fra - ara.pdf "Code Geographique National" (PDF). 5ème Recensement General de la Population et de l’Habitat. 2008. مؤرشف من الأصل (PDF) في 2018-10-24. {{استشهاد ويب}}: تحقق من قيمة |مسار أرشيف= (مساعدة)
7. 1 2 3  (بالفرنسية) "Repartition des Sieges des Assemblees Populaires Communales: 01 — Wilaya d'Adrar" (PDF). Journal Officiel de la Republique Algerienne N° 47. 10 يوليو 2002. مؤرشف من الأصل (PDF) في 2014-08-08.
8. ↑  "توزيع مقاعد المجالس الشعبية البلدية 02- ولاية الشلف" (PDF). الجريدة الرسمية. الجزائر. 10 يوليو 2002. مؤرشف من الأصل (PDF) في 2019-10-18.
9. ↑  جزايرس : إعادة الروح لزاوية سيدي بوشعيب نسخة محفوظة 17 سبتمبر 2017 على موقع واي باك مشين.
10. ↑  ترجمة الولي الصالح سيدي محمد بن علي أبهلول المجاجي - مدونة برج بن عزوز نسخة محفوظة 03 أكتوبر 2017 على موقع واي باك مشين.
11. ↑  الشؤون الدينية تكرم حفظة القرآن بالظهرة | صوت الشلف • جريدة إلكترونية نسخة محفوظة 29 أبريل 2018 على موقع واي باك مشين.
12. ↑  زوايا الشلف وغليزان وعين الدفلى تستقبل وتكرم " شكيب خليل" نسخة محفوظة 21 سبتمبر 2017 على موقع واي باك مشين.
13. ↑  جزايرس : شاب فرنسي اعتنق الإسلام بزاوية سيدي صالح بالحجاج نسخة محفوظة 28 أبريل 2018 على موقع واي باك مشين.
14. ↑  جزايرس : أحفاد وخدام الولي الصالح سيدي مكراز يحيون الوعدة في أجواء تضامنية نسخة محفوظة 09 سبتمبر 2017 على موقع واي باك مشين.
15. ↑  جزايرس : زاوية أولاد صالح بالشلف تحتفي بالعلم والقرآن نسخة محفوظة 05 نوفمبر 2012 على موقع واي باك مشين.
16. ↑  جزايرس : الحدث أشرف عليه غلام اللّه بالشلف نسخة محفوظة 30 أبريل 2016 على موقع واي باك مشين.
17. ↑  جزايرس : الشلف:إدانة المعتدين على صاحب عقار نسخة محفوظة 29 أبريل 2018 على موقع واي باك مشين.
18. ↑  الموقع الرسمي لجامعة حسيبة بن بوعلي - الشلف. نسخة محفوظة 20 أكتوبر 2017 على موقع واي باك مشين.
19. ↑  أعضاء المجلس الشعبي الوطني العهدة الثامنة 2017-2022: نتائج البحث نسخة محفوظة 26 يناير 2020 على موقع واي باك مشين.
20. ↑  LES MEMBRES DE L'APN 8 ème LEGISLATURE : Résultats de recherche نسخة محفوظة 26 يناير 2020 على موقع واي باك مشين.
21. 1 2  حركة مجتمع السلم نسخة محفوظة 16 ديسمبر 2008 على موقع واي باك مشين.
22. 1 2 3 4  التجمع الوطني الديمقراطي - أمل ، عمل ، تضامن نسخة محفوظة 10 يوليو 2015 على موقع واي باك مشين.
23. 1 2  جبهة المستقبل نسخة محفوظة 22 مارس 2018 على موقع واي باك مشين.
24. 1 2  FLN نسخة محفوظة 08 نوفمبر 2017 على موقع واي باك مشين.
25. ↑  » Maintenance Mode نسخة محفوظة 26 سبتمبر 2017 على موقع واي باك مشين.

## وصلات خارجية
- خبار بلادي.. الجزائر.. ولاية الشلف